# Les Parcs (Saint-Tropez)
Les Parcs de Saint-Tropez ou les Parcs est une résidence fermée située sur le territoire de la commune de Saint-Tropez en France.

## Histoire
Les Parcs ont été aménagés dans les années 1950 par Robert Geffroy et Léone Maria.

## Situation et accès
Le domaine est situé sur la presqu'île du cap Saint-Pierre et compte 200 maisons sur une superficie de 110 hectares. 
Les Parcs sont une enclave privée et sécurisée par des gardiens présents 24h/24. L'accès se fait par une entrée unique au bout du chemin de la Font du Pin.

## Immobilier
Les prix de l'immobilier y sont très élevés : à partir de 8 millions d'euros pour une maison de 400 m2 et 5 000 m2 de terrain sans vue mer et 12 millions avec vue mer. Une propriété « pied dans l'eau » peut valoir jusqu'à 30 millions d'euros.

## Résidents notables
De nombreux entrepreneurs ou riches héritiers possèdent une propriété aux Parcs dont : 
- Bernard Arnault
- Mohammed-al Fayed
- Lakshmi Mittal
- Gerard Mulliez
- Norbert Dentressangle
- Francis Holder
- Jean-Michel Signoles
- Jean-Louis Oger
- Jean-Marie Nusse